# Luciocyprinus langsoni
Luciocyprinus langsoni, auf Englisch auch Shuttle-like Carp und auf Chinesisch 單紋擬鱤 genannt, ist ein räuberischer Karpfenfisch aus Indochina. Synonym wurde er auch als Barbus normani oder Fustis vivus bezeichnet.

## Systematik
Die Gattung Luciocyprinus besteht aus zwei Arten::
- Luciocyprinus langsoni
- Luciocyprinus striolatus

## Verbreitung
Luciocyprinus langsoni ist in Gewässern im Süden Chinas und Vietnams verbreitet. Gefangen wurde er aber auch im Telem River in Malaysia.

## Beschreibung
Luciocyprinus langsoni besitzt einen langgestreckten und spindelförmigen Körper und ähnelt vom Habitus dem Hecht und dem Zander. Seine Flossenformel lautet: Dorsale 12-12, Anale 8. Seine Färbung ist silbrig mit einem schwarzen Längsband an den Seiten.  
Er wird normalerweise 20 bis 80 Zentimeter lang, in Ausnahmefällen aber auch bis 110 Zentimeter. Sehr große Exemplare von über 15 Kilogramm Gewicht wurden in den südchinesischen Provinzen Guangxi, Guizhou und Yunnan gefangen.

## Lebensweise
Luciocyprinus langsoni hält sich überwiegend im Mittel- und Oberwasser von Flüssen mit steinigem oder Felsgrund auf. Über die nähere Lebensweise dieses Raubfisches ist wenig bekannt.